# 엔카르타
마이크로소프트 엔카르타(Microsoft Encarta)는 마이크로소프트가 1993년부터 2009년까지 출시한 디지털 멀티미디어 백과사전이다. 원래 CD-ROM이나 DVD로 판매되다가 나중에 연간 구독을 통해 월드 와이드 웹으로 공개되었으나 이후 광고를 통해 수많은 문서를 온라인으로 볼 수 있게 되었다.
2009년 3월, 마이크로소프트는 엔카르타 디스크와 온라인판의 중단을 발표하였다. MSN 엔카르타는 일본을 제외한 모든 국가에서 2009년 10월 31일 폐쇄되었고, 일본에서는 2009년 12월 31일에 폐쇄되었다. 마이크로소프트는 dictionary.msn.com에서 엔카르타 온라인 사전을 2011년까지 계속 운영하였다.

## 같이 보기
- 온라인 백과사전 목록
- 백과사전 목록